# Archie Goodwin (personaggio)
Archie Goodwin è un personaggio di fantasia nato dalla penna dello scrittore statunitense Rex Stout, che compare nelle opere della serie di Nero Wolfe.
Nel 1930, un grasso eccentrico investigatore privato di nome Nero Wolfe acquista una vecchia casa di arenaria nella 35ª strada ovest di New York e lo stesso anno, assume un segretario, Archie Goodwin. Questi è alto, aitante, di bell'aspetto (tra Humphrey Bogart e Gary Cooper, a detta dell'autore). È nato il 23 ottobre 1912 in una fattoria dell'Ohio. Moderato bevitore di alcolici, (whisky e raramente champagne), ama molto il latte. Ha pochi hobby: il poker, talvolta il ramino, raramente il biliardo. Pratica sporadicamente caccia e pesca, ma è in fondo un vero cittadino, non troppo attratto dalla natura selvaggia. Abitualmente non gira armato, ma quando serve porta con sé un revolver Marley calibro 32. 
In compenso ha una certa predilezione per il gentil sesso, che lo ricambia senza difficoltà. Durante un'inchiesta (La guardia al toro - 1938) conosce la ricca e vivace ereditiera Lily Rowan, che da allora lo chiama Escamillo. Tra i due nasce un'affettuosa amicizia, quasi un fidanzamento, che però rimane eternamente in sospeso, forse per colpa dell'indeciso Archie, restio ad assumere impegni sentimentali definitivi. È ben contento, in fondo, di rimanere nella confortevole casa della trentacinquesima strada, dove vive con il Capo ed il cuoco Fritz Brenner, in una stanza che si è arredato con mobili di sua proprietà.
Come dipendente, Goodwin è serio e scrupoloso. Buon dattilografo, ordinato tanto da spolverare personalmente lo studio in cui lui e Wolfe convivono quotidianamente, addetto all'apertura della porta quando lo squillo del campanello annuncia l'arrivo di un cliente. Goodwin è in realtà molto di più di un semplice segretario: lui è il braccio, ma soprattutto le gambe, dell'inamovibile Wolfe. Goodwin gira instancabilmente, interroga, pedina, si fa anche torchiare dalla polizia, in qualche caso addirittura arrestare, al posto del suo datore di lavoro. Ma non si limita ad eseguire pedissequamente i compiti che Wolfe gli detta e che lui trascrive su un prezioso taccuino. Archie, a detta di Wolfe è impetuoso, svelto, disincantato, pieno di risorse. Insomma, come lui stesso immodestamente ammette, sono un ottimo investigatore, il migliore dopo Wolfe.
Dotato di prodigiosa memoria, Goodwin è in grado di riferire, parola per parola, lunghi brani di dialoghi o interrogatori. Inoltre, ritiene suo compito morale pungolare il pigro Wolfe ad accettare clienti magari poco graditi, ma in grado di assicurare i cospicui incassi che gli consentono di mantenere un tenore di vita assolutamente agiato. Da notare che Archie è l'unico autista di cui Nero si fidi, le rare volte in cui è costretto ad uscire di casa ed avventurarsi in auto da qualche parte.
Come il dottor Watson, anche Goodwin è narratore in prima persona, cronista e biografo. Ma là dove Watson si limita ad essere testimone delle imprese di un genio dell'investigazione, Archie è parte attiva in ogni indagine. Tra principale e dipendente ci sono rapporti spesso conflittuali, ma entrambi sentono la necessità della reciproca collaborazione.